# Klein Oßnig
Klein Oßnig, niedersorbisch Wóseńck, ist ein Gemeindeteil von Schorbus, einem Ortsteil der Stadt Drebkau im Landkreis Spree-Neiße (Brandenburg). Klein Oßnig war bis 1974 eine eigenständige Gemeinde; es hat heute ca. 120 Einwohner.

## Lage
Klein Oßnig liegt als Straßendorf an der B 169 ca. fünf Kilometer vor Cottbus am Fuß des Schwarzen Berges, der mit 112 Metern die höchste Erhebung der Umgebung darstellt. Markant ist der weithin sichtbare Funkturm auf dem Schwarzen Berg.
Die frühere Gemarkung wurde nach der Eingemeindung in Schorbus mit der Gemarkung von Schorbus vereinigt. Sie entspricht der Flur 5 der heutigen Gemarkung Schorbus. Die frühere Gemarkung von Klein Oßnig grenzte im Norden an Hänchen, Klein Gaglow und Groß Gaglow, im Osten und Süden an Schorbus und im Westen an Leuthen.
Nördlich des Ortskerns verläuft der Hänchener Buschgraben zunächst nach Westen, dann nach Norden Richtung Hänchen.

## Geschichte
Das Dorf wurde im Jahr 1457 als Cleynen Oßnigk erstmals erwähnt. Vermutlich geht der Ortsname auf aso. *Ośnik = Espe oder Espenhain zurück. Nach Rudolf Lehmann war Klein Oßnig seiner ursprünglichen Struktur nach ein Breitgassendorf.

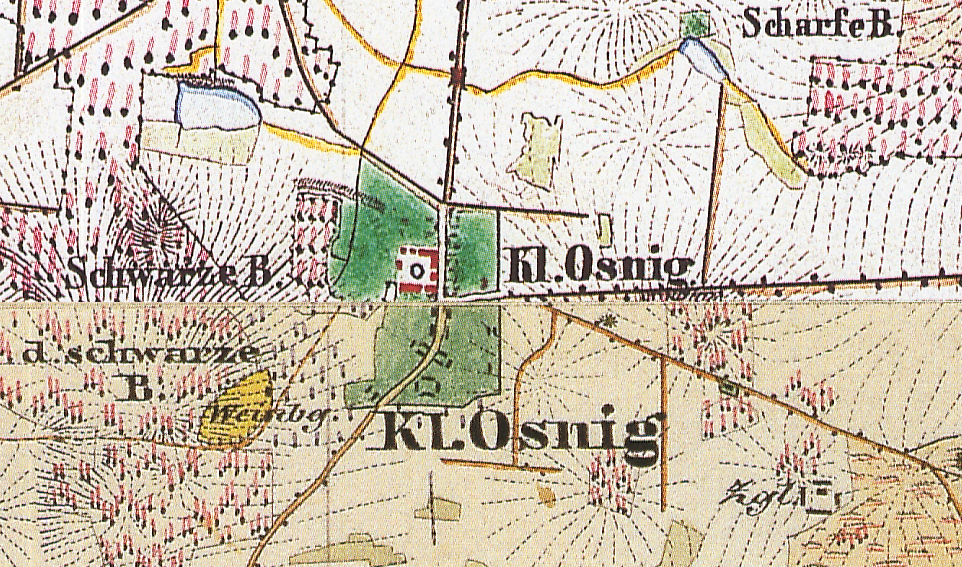
Klein Oßnig, Ausschnitte aus den Urmesstischblättern 4251 Cottbus West (1846) und 4351 Drebkau (1846), kombiniert

### Besitzgeschichte
Am 20. Juli 1457 stellte Nickel von Czetschwytz/Zetschwitz seiner nicht namentlich genannten Ehefrau einen Leibgedingebrief über das Dorf Klein Oßnig und einen dortigen Hof aus. Am 7. März 1500 erhielt der kurfürstlich-brandenburgische Rat Hans von Pannwitz das Angefälle auf diese Güter, d. h. für den Fall, dass Nickel von Czetschwytz/Zetschwitz ohne Leibeserben sterben sollte. Er hatte anscheinend seine Frau überlebt, starb aber bald darauf ohne Leibeserben. Hans von Pannwitz muss danach tatsächlich in den Besitz von Klein Oßnig gekommen sein. 1536 erhielten die Brüder Andreas, Antonius, Hans und Wolf (I.) von Pannwitz den Lehnbrief über die Güter ihres verstorbenen Vaters, nämlich Kathlow, Schlichow, Anteil Babow, Klein Oßnig und ein Freihaus in Cottbus. Am 26. August 1538 erhielten sie auch den Lehnbrief über die von der Krone Böhmens zu Lehn gehenden Orte Hornow, Bagenz, Klein Bademeusel, Graustein, Klein Gaglow und Jehserig. Hans ist schon 1542 gestorben und hinterließ drei unmündige Söhne namens Heinrich, Hans und Dietrich, die am 26. September 1542 mit Graustein und Klein Bademeusel belehnt wurden. Mitbelehnt waren die Brüder ihres verstorbenen Vaters Andreas, Antonius und Wolf (I.) auf Kathlow sowie die Vettern Nickel und Valten von Pannwitz auf Königswartha in der Oberlausitz.
Wolf (I.) hatte Hornow, Anteil Babow, ein Freihaus in Cottbus, Jehserig und Klein Oßnig erhalten. Er war mit Sibylle Maria von Schönfeld verheiratet. Vermutlich ging er noch eine zweite Ehe ein (oder die obige Angabe in der Genealogischen Adelshistorie ist falsch), denn Mülverstedt verzeichnet für 1541 und 1551 zwei Ehestiftungen des Wolf (I.) von Pannwitz mit einer Margaretha NN. 1557 verstarb auch Wolf (I.). 1571 huldigte Antonius von Pannwitz zu Kathlow dem neuen brandenburgischen Kurfürsten Johann Georg. In der Eintragung werden als Gesamthänder Hans, Wolf (II.) und Otto von Pannwitz ungesunderte Kinder, zu Klein Ossnig genannt. In die Gesamte Hand aufgenommen waren auch Heinrich und Dietrich, die Söhne des 1542 gestorbenen Hans. 1576 werden dann die Söhne des Wolf (I.), namens Hans, Wolf (II.) und Otto von Pannwitz zu Hornow, Klein Oßnig und Babow genannt. Um 1570 gehörte Wolf (II.) zu den adligen Rittergutsbesitzern, die im Winter, wenn der Spreewald zugefroren war, mit zwei Schlitten zwei Wochen lang Holz, ausgenommen waren Eichen, Eschen, Buchen und Rüstern, aus dem Spreewald holen durften. 1578 verkauften die drei Brüder Hans, Wolf (II.) und Otto von Pannwitz das Dorf Jehserig an Nicol von Löben auf Klein Buckow (Buckwitz) und Groß Döbbern. In der brüderlichen Teilung fiel Hornow an Hans, Babow und das Freihaus in Cottbus an Otto, und Wolf (II.) erhielt Klein Oßnig. Die Tochter Barbara des Wolf (I.) war mit Kaspar von Muschwitz auf Wintdorf verheiratet. Eine weitere Tochter war mit Nickel von Langen auf Münchehofe verheiratet.
Wolf (II.) war 1557 noch minderjährig. 1566 finden wir ihn in Ungarn im Sold Breslaus gegen die Türken kämpfend. Um 1570 heiratete Wolf von Pannwitz Anna von Loeben aus dem Hause Kurtschow (Herzogtum Crossen). In zweiter Ehe war er mit Marianne von Loeben aus dem Hause Groß Döbbern verheiratet, mit der er am 15. November 1614 eine Ehestiftung vereinbarte. Er hatte 1591 Groß Gaglow und 1600 Klein Gaglow erworben. 1631 ist er gestorben. Er hatte vier Töchter und einen Sohn namens Wolf (III.) oder Wolf Ernst.
Wolf (III.) (oder Wolf Ernst) war mit Anna von Ponickau verheiratet (Houwald), nach anderer Quelle wohl fehlerhaft mit Sophia von Oppen aus dem Hause Kossenblatt. Nach Houwald hatte das Paar sieben Töchter und zwei Söhne. Wolf III. (oder Wolf Ernst) starb 1630 noch vor seinem Vater. Die beiden Söhne Valtin Nickel und Wolf Ernst waren zu diesem Zeitpunkt noch minderjährig. Klein Oßnig und Groß Gaglow fiel daher am 28. November 1631 an Valtin Nickel und Wolf Ernst. Später übernahm Valtin Nickel Groß Gaglow, Klein Oßnig und Anteil Döbbrick allein.
Valtin Nickel von Pannwitz auf Klein Osmig und Groß Gaglo verabredete am 30. November 1648 ein Ehegeld von 3.000 Talern mit Barbara Sabina von Pannwitz. Sie war die Tochter des Caspar von Pannwitz auf Kathlow und der Sophia von Oppen aus dem Hause Kossenblatt. Das Paar hatte insgesamt 15 Kinder, sieben Söhne und acht Töchter. Er starb am 16. Juli 1686.
Klein Oßnig kam nun zunächst an den Sohn Joachim Friedrich (* 25. Februar 1659). Er war mit Anna Margarethe von Bomsdorf, Tochter des Christoph Lothar von Bomsdorf und der Anna Sofie von Pannwitz verheiratet, die aber schon 1703 gestorben ist. In zweiter Ehe heiratete er Sofie Eleonore von Schönberg. Joachim Friedrich von Pannwitz auf Klein Oßnig hatte aus erster Ehe zwei Söhne Joachim Friedrich und Nikolaus Sigismund (* 1700, † 18. August 1748 in Berlin). Nach einer gefährlichen Krankheit macht er 1709 sein Testament und bestimmte darin seinen Bruder Friedrich Wilhelm zum Vormund für seine vier Kinder. 1710 kurz nach der Ernte, während Joachim von Pannwitz auf dem Viehmarkt in Cottbus war, brach im Gut ein Feuer aus, dem sogar das von einem Wassergraben umgebene Gutshaus nebst allen übrigen Gutsgebäuden zum Opfer fielen. Joachim Friedrich ist noch 1710 gestorben. Die Witwe heiratete danach Siegmund Friedrich von Gladis, den Landesältesten des Naumburgischen Kreises auf Groß Dobritsch und Kleindobritsch. Die Tochter Sabine Sofie verheiratete sich mit Siegmund (Sigismund) Heinrich von Gladis, die Tochter Margarethe Eleonore mit dem Justizrat Siegfried Heinrich von Gladis.
Auf Joachim (Friedrich) von Pannwitz folgten zunächst seine beiden Söhne Joachim Friedrich und Nikolaus Sigismund nach, die jedoch nicht verheiratet waren und keine leiblichen Erben hatten. Beide bekleideten hohe Offizierstellen im königlich-preußischen Herr. 1748 starb Sigismund Nickel und Klein Oßnig gehörte nun dem Joachim Friedrich allein. Joachim Friedrich von Pannwitz verließ am 20. November 1757 die Armee.
Völlig unklar ist die familiengeschichtliche Herkunft des Johann Rudolph von Loeben auf Klein-Oßnig in der Lausitz, der 1738 vor Belgrad als Königlich-Polnischer Kapitän starb. Genannt ist auch seine einzige Schwester Sophia Elisabeth Tugendreich, ist in der Historie, Poesie, Sprachen, politischen Studiis sehr erfahren. Vielleicht waren sie vor den von Gladis Verwalter oder Pächter des Gutes.
Klein Oßnig und Anteil Döbbrick kamen zu einem unbekannten Zeitpunkt zu einem Drittel an Siegried Heinrich von Gladis, zwei Drittel an Siegmund Heinrich von Gladis, der seinem Bruder kurz danach das eine Drittel abkaufte. Siegmund Heinrich war königlich-dänischer Leutnant und Besitzer von Groß Dobritsch, Klein Dobritsch, Dobrick und der kleinen Siedlung Seedorf bei Wiesau. Schon 1748 waren die von Gladis in Klein Oßnig ansässig, vermutlich zunächst als Pächter, da die eigentlichen Besitzer sich als Militärs nicht um das Gut kümmern konnten. 1748 hatte der Leutnant von Gladis (also wohl Siegmund Heinrich) eine Auseinandersetzung mit dem Förster Spreewitz um die Hütung im sogenannten Radebusch. Siegmund Heinrich von Gladis und Sabine Sofie von Pannwitz hatten zwei Töchter, von denen sich Henriette Friederike (* 30. Juli 1725 in Klein Oßnig) mit Alexander Wilhelm von Stutterheim, der Klein Oßnig zunächst gepachtet hatte, verheiratete. Der Sohn Joachim Sigismund von Gladis erhielt zwei Drittel an Klein Oßnig und Seedorf, Henriette Friederike ein Drittel.

### Zwei Drittel-Anteil des Joachim Sigismund von Gladis
Joachim Sigismund von Gladis war in erster Ehe mit Johanna Auguste Charlotte von List aus dem Hause Drieschnitz verheiratet. Seine Frau starb 1758 kurz nach der Geburt der ersten Tochter. Er heiratete dann in zweiter Ehe am 2. Mai 1759 Friederike Erdmuthe von Klitzing (* 13. Mai 1723), Tochter des Gottlob Leopold von Klitzing, Erbherr auf Schorbus und Fröhden und der Christiane Louise von Thielau aus dem Hause Croitsch/Kroitsch. Mit ihr hatte er den Sohn Christian Sigismund Friedrich. Joachim Sigismund starb am 8. Juli 1772. 1783 gab es eine Regulierung der Grenzen zwischen dem dem Herrn von Kottwitz gehörenden Gut Leuthen und dem Anteil an Gut Laubst der Johanna Elisabeth von Zinck, geborene von Stutterheim, sowie zwischen dem Gut Klein Oßwig der Frau von Gladis, geborene von Klitzing und dem Gut Leuthen. Christian Sigismund Friedrich von Gladis erbte die zwei Drittel an Klein Oßning von seinem Vater bzw. seiner Mutter. Durch die Heirat mit NN Gluer vereinigte er die beiden Anteile wieder in einer Hand.

### Ein Drittel-Anteil der Henriette Friederike von Gladis
Henriette Friederike von Gladis heiratete am 19. Juni 1754 Alexander Wilhelm von Stutterheim, der das Gut Klein Oßnig gepachtet hatte. Das Paar hatte die zwei Töchter Eleonore und Johanna. Christian Gulde gibt für 1784 die Geschwister von Stutterheim als Besitzer von Klein Oßnig und Döbern (Anteil Döbbrick?) an.
Eleonore von Stutterheim war mit Woldemar von Malachowski, königlich-preußischer Leutnant im Husarenregiment Usedom, Landrat des Kreises Kowal in Südpreußen verheiratet. Johanna von Stutterheim hatte den Gottfried von Pastnau, königlich-preußischer Rittmeister geheiratet, der 1806 Postmeister in Gransee war. Die beiden Schwestern verkauften ihr Drittel an Frau von Gluer. Nach Lehmann folgte noch ein von Schonowski. Dessen Tochter Johanna von Schonowski heiratete (Christian) Friedrich Siegmund von Gladis, der das Gut bzw. die zwei Anteile wieder vereinigte. Friedrich Wilhelm Bratring nennt für 1805 noch die Frau von Gluer als Besitzerin.

### Gesamtgut nach 1805

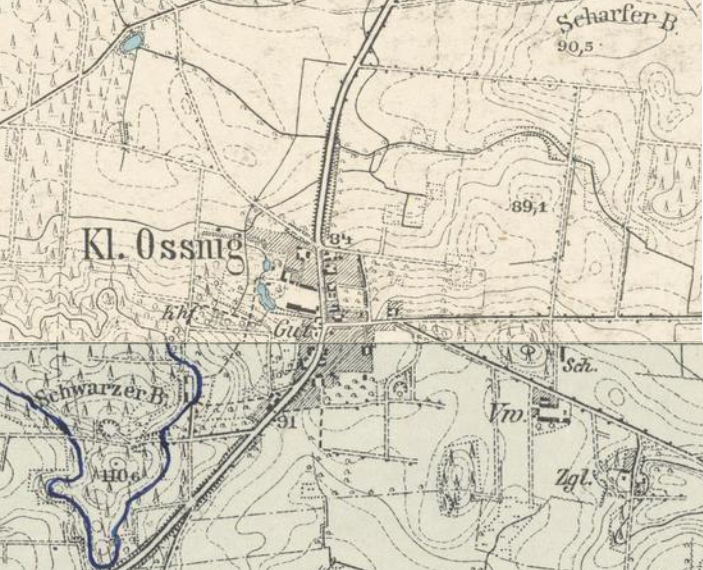
Klein Oßnig, Ausschnitte aus den Messtischblättern 4251 Cottbus West (1903) und 4351 Drebkau (1919), kombiniert

Wann genau (Christian) Friedrich Siegmund von Gladis Johanna von Schonowski heiratete und die beiden Anteile an Klein Oßnig wieder vereinigte, ließ sich bisher nicht ermitteln. Heinrich Friedrich von Gladis, der Sohn des Christian Sigismund Friedrich von Gladis, geriet als sächsischer Seconde-Lieutenant bei Willna (Vilnius?) in russische Gefangenschaft und starb im Lazarett von Dobreczin. Der Vater Christian Sigismund Friedrich ließ ihn 1819 für tot erklären. 1833 ist Christian Sigismund Friedrich von Gladis verstorben. Ihm folgte sein Sohn Adolf Carl Friedrich von Gladis (1822–1866) nach. Er war mit Ulrike von Muschwitz verheiratet. Rauer nennt für 1857 den Leutnant Karl Friedrich Adolph von Gladiss als Besitzer von Klein Oßnig. Auch Adolf Frantz verzeichnet ihn als Besitzer von Klein Oßnig.
Das Generaldressbuch von 1879 führt die von Gladiss’sche Erben als Eigentümer des Gutes auf, Pächter oder Verwalter war ein Oberamtmann Mohrstedt. Der Amtmann Mohrstedt wird auch schon 1874 genannt, er war stellvertretender Amtsvorsteher im Amtsbezirk 15 Wintdorf. Zum Gut Klein Oßnig gehörte auch eine Ziegelei. Das Handbuch des Grundbesitzes im Deutschen Reiche von 1885 nennt nun als Besitzerin Frau Ulrike von Gladiss geb. von Muschwitz. Pächter war allerdings ein Leutnant von Gladiss. Wirtschaftlicher Schwerpunkt des Gutes war die Milchwirtschaft und die Schäferei. Zum Gut gehörte auch eine Ziegelei. Das Gut hatte eine Gesamtgröße von 317 ha, davon 195 ha Acker, 6 ha Wiesen, 46 ha Hutung und 69 ha Wald. Der Grundsteuer-Reinertrag betrug 3.644 Mark. Nach dem Handbuch des Grundbesitzes im Deutschen Reiche von 1896 hatte sich die Gesamtgröße des Gutes mit 315 ha nur leicht vergrößert. Deutlich verändert hatte sich die Nutzung der Fläche. Von den 315 ha wurden 223 ha als Acker genutzt, 10 ha als Wiesen, 1 ha als Hutung und 75 ha als Forst. 5 ha waren Unland und 1 ha Wasser. Der Grundsteuer-Reinertrag blieb gleich. Leider ist als Eigentümer nur von Gladiss vermerkt. Das Gut hatte eine Molkerei, eine Brennerei, eine Mühle und eine Dampfbäckerei und betrieb auch eine Ziegelei, Oldenburger und Holländer-Rindvieh-Kreuzungen, Rambouillet Schaffe, Negretti-Kreuzungen. 1897 erbte Franz Carl Theodor (1852–1922) das Gut Klein Oßnig. Ab 1923 besaß Sigismund von Gladis (* 1896) das Gut Klein Oßnig. Verwalter war Oldwig von Falkenhayn. Sigismund von Gladis war verheiratet mit Eleonore von Gladis. 1929 hatte der Verwalter gewechselt; neuer Verwalter war nun Kurt Spenke. Sigismund von Gladiß und seine Frau wurden 1945 vertrieben und enteignet. Das ehemalige Rittergut wurde Provinzial- bzw. Landesgut, später Volkseigenes Gut.

### Dorfgeschichte
1635 gehörten zum Rittergut 5½ Ritterhufen. Die Bauern hatten 5½ Bauernhufen (leider wird die Zahl der Bauern nicht genannt). Weiter wohnten vier Gärtner und ein Schäfer im Ort.
1652 nennt insgesamt elf Bauern-, Gärtner und Büdnerstellen für Klein Oßnig. Davon waren fünf Bauernhöfe mit sechs Hufen Land, der Schulze mit einer halben Hufe, zwei Bauern mit anderthalb Hufen und ein Hof mit einer Hufe. Ein Bauer mit anderthalb Hufen hatte erst in diesem Jahr den Hof übernommen. Ein Bauernhof mit anderthalb Hufen war abgebrannt und lag fast ganz wüst. Etwas Acker wurde vom Vorwerk bewirtschaftet. Die drei größeren Bauern hatte alle zwei Pferde, und vier bis acht Stück Vieh. Die drei größeren Bauern hatten acht bis zehn Scheffel Aussaat ausgebracht, der Schulze mit der halben Hufe nur drei Scheffel. Weiter werden vier Gärtner beschrieben, die alle etwas Land hatten. Sie hatten zwischen einem ¾ Scheffel und einem Scheffel Aussaat ausgebracht und zwischen ein und drei Stück Vieh. Der eine Büdner war der Schweinehirt, der andere der Drescher des Junkers. Sie hatten beide etwas Land, auf dem sie drei Viertel Scheffel bzw. einen Scheffel Aussaat ausgebracht hatten. Der eine Büdner besaß auch zwei Stück Vieh. Auch einer der Gärtner arbeitete in Erntezeiten als Drescher. Insgesamt dürften etwa 40 Erwachsene und Heranwachsende in Klein Oßnig gewohnt haben, wenn man davon ausgeht, dass die genannten Bauern, Gärtner und Büdner auch verheiratet waren. Die Ehefrauen sind nicht genannt, Kinder schon. Auch das Rittergut wird nicht beschrieben.
Christian Gulde gibt für 1783 16 Feuerstellen (Wohngebäude) und 109 Einwohner an. Friedrich Wilhelm Bratring beschreibt Klein Oßnig als Dorf und Gut. Im Dorf gab es einen Ganzbauern, einen Halbbauern, sechs Kossäten, sechs Büdner und einen Einlieger. In 21 Feuerstellen (Wohngebäude) wohnten 118 Menschen. Er gibt die Größe der bewirtschafteten Feldmark mit 7¾ Hufen an.
Die Topographisch-statistische Uebersicht des Regierungsbezirks Frankfurth a. d. O. von 1820 (die den Stand von 1818 wiedergibt) beschreibt Klein Oßnig als adliges Dorf mit 17 Feuerstellen, und 122 Einwohner. In der Klein Oßniger Schäferei gab es ein Wohngebäude und acht Einwohner. In der Klein Oßniger Ziegelei stand ein Wohngebäude mit zehn Einwohnern. 1840 wurden bereits 22 Wohngebäude und 147 Einwohner registriert.
1850 waren noch 97 % wendischsprachig, 1867 waren es noch 83 %. Die Kurzbeschreibung von 1867 (Stand 1864) lautet: Dorf mit einer Schäferei und einer Ziegelei, 24 Wohngebäude und 156 Einwohner.
| Jahr      | 1783 | 1805 | 1818 | 1840 | 1852 | 1864 | 1875 | 1890 | 1900 | 1910  | 1925 | 1939 | 1946 |
| Einwohner | 109  | 118  | 140  | 147  | 151  | 156  | 204  | 169  | 146  | 118?? | 174  | 135  | 208  |

### Kommunalpolitische Geschichte
Der in der Niederlausitz gelegene Ort Klein Oßnig gehörte um 1800 zur brandenburgischen Herrschaft Cottbus bzw. zum Cottbusischen Kreis der Neumark. 1807 musste Preußen den Cottbusischen Kreis nach dem Frieden von Tilsit an das Königreich Sachsen abtreten. 1813/14 kam er wieder an Preußen, 1815 kam auch die restliche, bisher sächsische Niederlausitz an Preußen. In der Kreisreform von 1817 blieb der bisherige Cottbusische Kreis weitgehend gleich, lediglich die gegenseitigen Ex- und Enklaven wurden ausgetauscht. Auch bei den Kreisreformen von 1950 und 1952 in der damaligen DDR blieb Klein Oßnig im Kreis Cottbus, der allerdings neu zugeschnitten wurde. 1954 wurde der Stadtkreis Cottbus aufgegliedert, der verbliebene Restkreis wurde nun als Kreis Cottbus-Land bezeichnet.
1900 umfasste der Gemeindebezirk 47 ha, der Gutsbezirk 323 ha. 1928 wurden Gemeindebezirk und Gutsbezirk vereinigt. 1974 wurde Klein Oßnig in die Nachbargemeinde Schorbus eingegliedert und wurde Ortsteil von Schorbus. Nach der Wende schlossen sich 1992 Schorbus, sieben andere Gemeinden und die Stadt Drebkau zum Amt Drebkau zusammen. Schorbus wurde am 31. Dezember 2001 in die Stadt Drebkau eingemeindet, das Amt Drebkau wurde aufgelöst und Drebkau wurde amtsfreie Stadt. Seither ist Schorbus ein Ortsteil der Stadt Drebkau, Klein Oßnig ist Gemeindeteil von Schorbus ohne eigene kommunalpolitische Vertretung. Im Ortsteil Schorbus wird ein Ortsbeirat bestehend aus drei Personen gewählt. Ortsvorsteher ist Frank Schätz (Stand 2023).

## Sport
Der SV Leuthen/Klein Oßnig e. V. ist der einzige Sportverein des Ortes. Die Abteilung Fußball trägt ihre Heimspiele in Leuthen aus und die Abteilung Billard im Gasthaus „Schön Oßnig“. Die Abteilung Billard spielt derzeit in der 1. Bundesliga und konnte in der Saison 2016/17 den Meistertitel holen. Der Fußballtorwart Julian Krahl spielte in seiner Kindheit für den Verein.

## Der Klein Oßniger Weinberg
Bis 1850 wurde auf dem Weinberg südwestlich des Dorfkerns Weinbau betrieben. Die Rebstöcke wurden um 1900 gerodet und stattdessen eine Obstplantage angelegt. Ab 2010 wurden am Südhang des Weinbergs auf 0,4 ha ca. 2050 Reben gepflanzt. 2015 wurden Tage des offenen Weinbergs veranstaltet.

## Denkmale

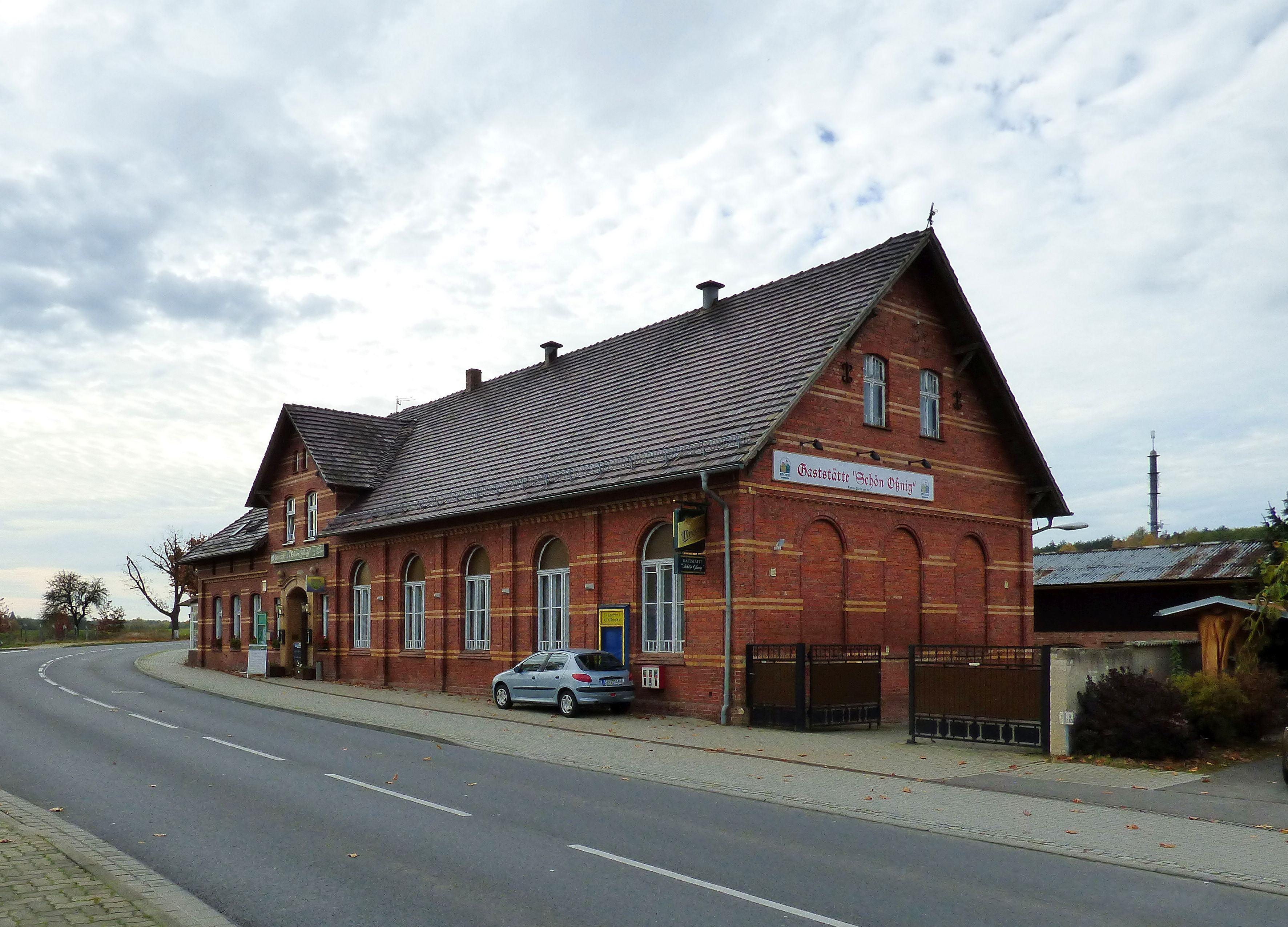
Das traditionsreiche Gasthaus Schön Oßnig in Klein Oßnig

Das traditionsreiche Gasthaus Schön Oßnig in Klein Oßnig ist seit über 100 Jahren Gast- oder Wirtshaus. Das um 1910 gebaute Haus steht unter Denkmalschutz.

## Belege